# Lady-H-Klasse
Die Lady-H-Klasse ist eine Küstenmotorschiffsklasse der zur Spliethoff-Gruppe gehörenden Reederei Wijnne Barends in Delfzijl. Der Entwurf der Klasse stammt von Conoship International in Groningen.

## Geschichte
2011 wurden zwei Schiffe der Klasse auf der chinesischen Werft Zhejiang Hexing Shipyard in Wenling gebaut. 2017 bestellte die Reederei sechs weitere Schiffe bei der indischen Werft Chowgule & Company. Mit dem Bau wurde im Oktober 2017 begonnen. Die Schiffe wurden zwischen 2019 und 2021 abgeliefert.

## Beschreibung
Der Antrieb der Schiffe erfolgt durch einen Viertakt-Sechszylinder-Dieselmotor des Herstellers Caterpillar (Typ: MaK 6M25). Der Motor wirkt über ein Untersetzungsgetriebe auf einen Propeller. 
Bei den ersten beiden Einheiten wurden Motoren mit 2010 kW Leistung verbaut. Für die Stromerzeugung stehen ein Wellengenerator mit 315 kW Leistung sowie zwei Dieselgeneratoren mit jeweils 140 kW Leistung zur Verfügung. Bei den folgenden Einheiten verfügt der Antriebsmotor über 1600 kW Leistung. Für die Stromversorgung stehen hier ein Wellengenerator mit 400 kW Leistung sowie zwei Dieselgeneratoren mit 460 bzw. 165 kW Leistung zur Verfügung. Die Schiffes sind mit einem Bugstrahlruder mit 250 kW Leistung ausgestattet.
Das Deckshaus befindet sich im hinteren Bereich der Schiffe. Vor dem Deckshaus befindet sich ein boxenförmiger Laderaum. Er ist bei den ersten beiden Einheiten 65,10 Meter lang, 11,20 Meter breit und 8,34 Meter hoch. Ab der dritten Einheit ist der Raum 67,80 Meter lang. Der Raum wird mit elf Stapellukendeckeln verschlossen, die mithilfe eines Lukenwagens bewegt werden können. Zur Unterteilung des Laderaums stehen zwei Schotten zur Verfügung. Die Tankdecke kann mit 15 t/m² belastet werden.
Der Rumpf der Schiffe ist eisverstärkt (Eisklasse 1A).

## Schiffe
| Lady-H-Klasse                                                     | Lady-H-Klasse                   | Lady-H-Klasse | Lady-H-Klasse                                       |
| Bauname                                                           | Bauwerft Baunummer              | IMO-Nummer    | Kiellegung Stapellauf Ablieferung                   |
| ----------------------------------------------------------------- | ------------------------------- | ------------- | --------------------------------------------------- |
| Lady Helene                                                       | Zhejiang Hexing Shipyard 06-007 | 9467237       | 11. Dezember 2008 19. Januar 2011 18. April 2011    |
| Lady Hester                                                       | Zhejiang Hexing Shipyard 06-008 | 9467249       | 11. Dezember 2008 18. Juli 2011                     |
| Lady Hanneke                                                      | Chowgule C-248                  | 9828352       | 6. September 2017 22. Februar 2019 4. Juni 2019     |
| Lady Hestia                                                       | Chowgule C-249                  | 9828364       | 6. September 2017 7. Januar 2020                    |
| Lady Hedwig                                                       | Chowgule C-250                  | 9834985       | 6. September 2017 1. Juli 2020 7. Dezember 2020     |
| Lady Harriet                                                      | Chowgule C-251                  | 9834997       | 6. September 2017 25. März 2021                     |
| Lady Habarka                                                      | Chowgule C-252                  | 9835006       | 7. September 2017 21. Juli 2021                     |
| Lady Hannah                                                       | Chowgule C-253                  | 9835018       | 7. September 2017 7. Oktober 2021 30. November 2021 |
| Daten: Lloyd’s Register / Stichting Maritiem-Historische Databank |                                 |               |                                                     |

Die Schiffe fahren unter der Flagge der Niederlande mit Heimathafen Delfzijl.